# Film Zone
Film Zone (anteriormente conocido como The Film Zone) fue un canal de televisión por suscripción iberoamericano que emitía películas de entre las décadas de 1980 y 2010. Fue propiedad y operado por Fox Networks Group Latin America, el mismo que es dueño de Cinecanal y el paquete Fox Premium. Fue lanzado al aire el 5 de abril de 1999 para marcar presencia en el servicio básico y así promover a los canales premium. En el 2017 se anunció que Film Zone sería remplazado por FXM el 18 de septiembre de 2017, unas semanas antes del cierre se empezaron a transmitir spots publicitarios anunciando el cambio que se venía y finalmente cesó emisiones el 18 de septiembre de 2017 con un emotivo homenaje, siendo reemplazado por la versión latinoamericana del canal FXM.

## Señales
- Señal México: emitía  exclusivamente para ese país. Su horario de referencia correspondía al de la Ciudad de México (UTC-6/-5)
- Señal Panregional: emitía para Colombia, Ecuador, Centroamérica y el Caribe, y a partir de 2015, para Venezuela. Sus horarios fueron de referencia de Ciudad de México (UTC-6/-5) y Bogotá (UTC-5).
- Señal Venezuela: emitía exclusivamente para este país. Su horario correspondía al de Caracas (UTC-4). Fue absorbido dentro de la señal Panregional en 2015.
- Señal Pacífico: emitía para Chile y Perú. Su horario de referencia correspondía al de Santiago (UTC-4/-3).
- Señal Sur: emitía para Argentina, Paraguay y Uruguay. Su horario correspondía al de Buenos Aires (UTC-3).
- Señal HD: emitía para toda la región latinoamericana. Su horario correspondía al de Buenos Aires (UTC-3).

## Programación
Las películas emitidas por el canal eran estrenadas por primera vez en Fox Premium Movies, posteriormente en Cinecanal y finalmente en otros canales propiedad de Fox, tales como Fox y FX.

## Señal en alta definición

### Film Zone HD

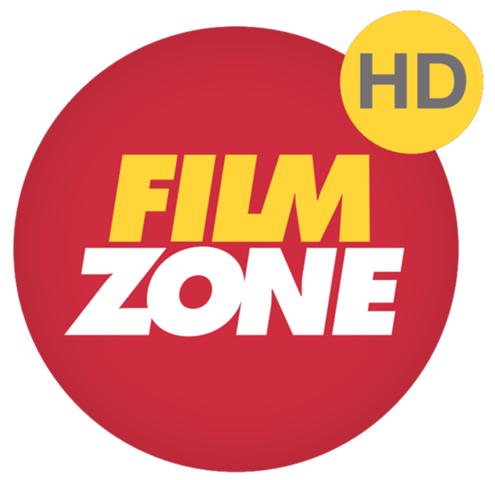
Logotipo del canal en alta definición

En mayo de 2012, LAPTV decidió lanzar Film Zone HD, el cual es el segundo canal básico en alta definición que presenta películas taquilleras de la década de 1990 y 2000, además de películas latinoamericanas. La mayoría de su programación se basa en estrenos de películas que se emitieron en Cinecanal y otros canales del paquete Fox Premium para el sistema básico.
A partir del 1 de octubre de 2012, la señal en HD tuvo un relanzamiento de marca, al igual que su señal estándar, y se eliminó la palabra "The" del logo, quedando el canal llamado Film Zone HD.
Film Zone HD tenía programación y horarios distintos al resto de señales del canal. Desde 2016, pasó a retransmitir la programación de la señal Panregional pero en HD. Por otro lado, se lanzaron las variantes en alta definición del resto de señales de Film Zone en ese mismo año.